# Lekenpraatje
Het lekenpraatje is de officieuze term voor een korte uiteenzetting van het werk van (en door) een promovendus even voor de uiteindelijke promotieplechtigheid. Zoals de naam al zegt, wordt het over het algemeen gebruikt om vrienden en familie - de 'leken' - op een eenvoudiger manier te vertellen wat de grote lijnen zijn van het uitgevoerde onderzoek.
Een lekenpraatje in Nederland wordt gedaan aan de Universiteit Leiden, Universiteit van Amsterdam, de Vrije Universiteit, de Universiteit Twente, de Radboud Universiteit, in Groningen, Delft, Wageningen, Tilburg, Maastricht en Utrecht. In Rotterdam en Eindhoven is het lekenpraatje een onderdeel van de plechtigheid.